# Hotel Dubrovnik
Hotel Dubrovnik jest hotel u Zagrebu na uglu Trga bana Jelačića i ulice Ljudevita Gaja. Zgrada je izgrađena 1929. godine u stilu art déco sredstvima Svetozara Milinova. On je bio prvi vlasnik pa je hotel nosio naziv Hotel Milinov. Sadašnje ime Hotel Dubrovnik dobiva 1940. godine kada ga je od Milinova kupila Dubrovačka plovidba.

## Povijest
Hotel je financirao i izgradio 1929. godine ugledni trgovac suknom Svetozar Milinov. On je kupio parcelu na kojoj je stajala kuća trgovca Pavla Hatza, u kojoj se, uz ostalo, nalazila omiljena Velika kavana. 
Zgradu su projektirali arhitekti Dionis Sunko i Rudolf Jungmann. Hotelska peterokatnica s mezaninom imala je još dva kata u tornju iznad kojega je izvorno postojala nadogradnja sa svijetlećim natpisom »Hotel Milinov«, a izgrađena je u stilu art décoa. Na zgradu je s Hatzove kuće bio prenesen kip zaštitnika trgovine boga Merkura, rad Antona Dominika Fernkorna, koji još i danas krasi njezino pročelje. U prizemlju se nalazila Milinovljeva trgovina, a sve ostale dijelove zgrade zauzimao je hotel s dvama restoranima te 96 komfornih soba sa 134 kreveta. Godine 1937. u preuređenim prostorijama prizemlja otvorena je kavana. Od izgradnje do 1940. godine kada ga je kupila Dubrovačka plovidba  nosio je ime Hotel Milinov a potom Hotel Dubrovnik. Svetozara Milinova, njegovu suprugu i četiri sina ubile su ustaše 1941. godine.
Hotel je nekoliko puta preuređivan i obnavljan, a najtemeljitije 1972. i 1982. godine, kada je u Gajevoj ulici u produžetku postojeće zgrade izgrađen novi hotelski trakt s ostakljenim pročeljem. Projekt su izradili arhitekti Ines i Nikola Filipović.

## Hotel danas
Danas hotel raspolaže s 214 soba i 8 apartmana, a u njegovu se sklopu nalaze dvije restauracije, slastičarnica, kavana, aperitiv bar, ljetna terasa i Ragusa Club & Casino.

## Vanjske poveznice
- Službena stranica hotela Dubrovnik